# General Electric

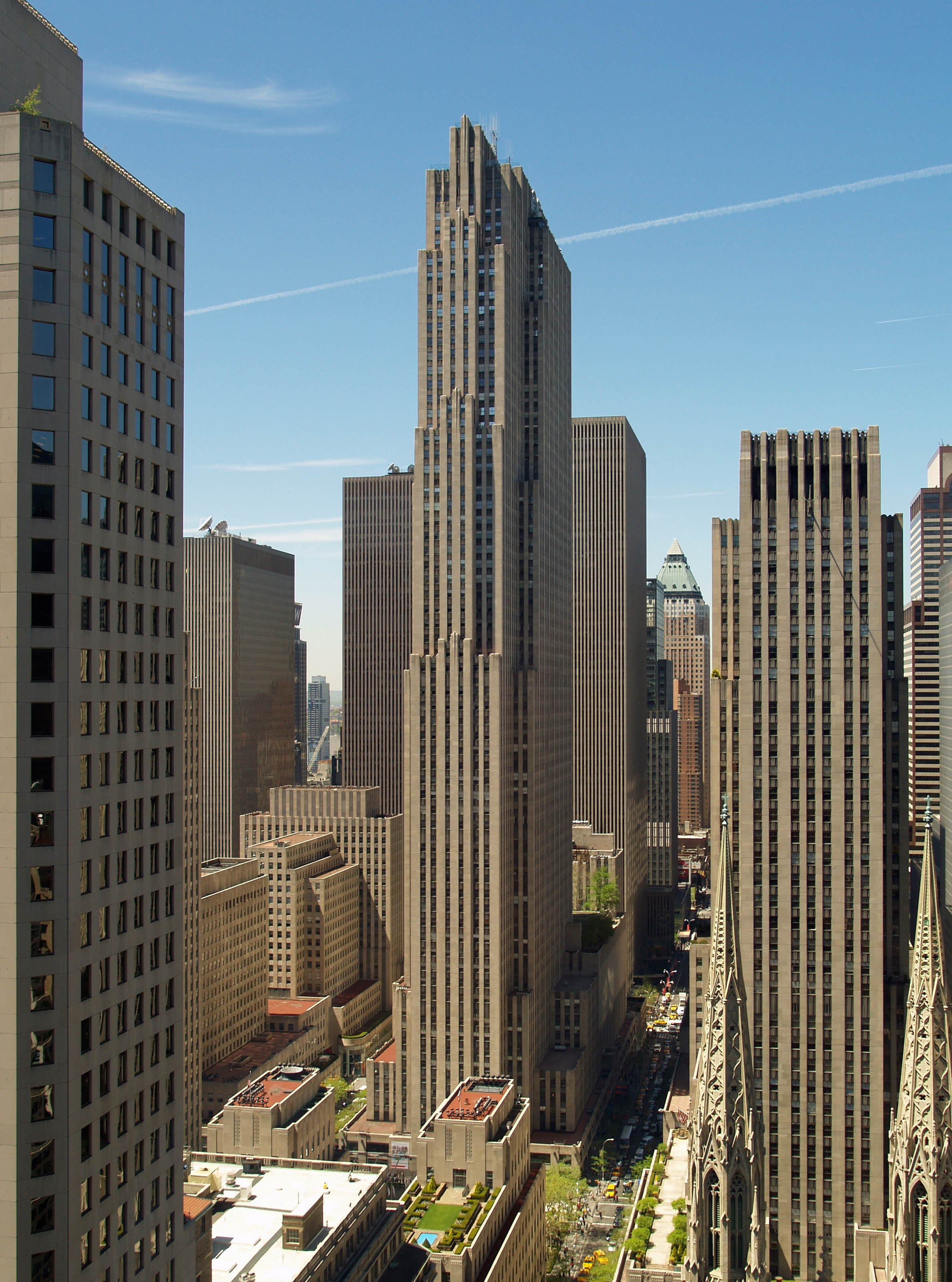
Das Comcast Building in New York City

Die US-amerikanische General Electric (GE, General Electric Company) war einer der größten Mischkonzerne der Welt. Er ging auf die Firmengründung des Elektro-Pioniers Thomas Edison zurück. Der Stammsitz befand sich ab 2016 in Boston (Massachusetts). Das Unternehmen war über 80 Jahre in Schenectady im US-Bundesstaat New York und anschließend ab 1974 in Fairfield beheimatet.
Anfang der 2020er-Jahre begann General Electric, sich in drei unabhängige Einheiten aufzuspalten. Die Ausgliederung der Gesundheitssparte GE Healthcare wurde Anfang 2023 abgeschlossen. Die Bereiche Energie und Luftfahrt wurden Anfang 2024 als GE Vernova bzw. GE Aerospace abgespalten, wobei GE Aerospace die Rechtsnachfolge von GE antrat.

## Geschichte
Thomas Alva Edison bezog 1876 ein Labor in Menlo Park (New Jersey). Drei Jahre später meldete er eine Kohlefadenlampe zum Patent an. Diese war die erste für den allgemeinen Gebrauch fähige Glühlampe und seine wohl bekannteste Innovation. Edison präsentierte sie auf der Internationalen Elektrizitätsausstellung 1881 in Paris, wo er den Deutschen Emil Rathenau so sehr begeisterte, dass dieser für das Gebiet des Deutschen Reiches die Rechte für Edisons Patente erwarb und 1883 in Berlin mit der Deutschen Edison-Gesellschaft für angewandte Elektricität die Produktion von Glühlampen aufnahm. Die Deutsche Edison-Gesellschaft benannte sich 1887 in Allgemeine Elektricitäts-Gesellschaft um, deren Akronym AEG später weltbekannt wurde.
Im Jahr 1890 gründete Edison in den USA die Edison General Electric Company, um seine verschiedenen Unternehmungen unter einem Dach zu vereinen.
1892 wurde sie mit dem damals größten Konkurrenten, der Thomson-Houston Electric Company von Elihu Thomson und Edwin James Houston, zur General Electric Company mit Stammsitz in Schenectady (New York) vereinigt. Chef von GE wurde Charles A. Coffin, der bis dahin Leiter von Thomson-Houston war. Er führte das neue Unternehmen die ersten zwanzig Jahre.
GE war eines der zwölf Unternehmen, die im 1896 neu eingeführten Dow Jones Index gelistet wurden und das einzige dieser zwölf, das sich bis 2018 im Index gehalten hat. Am 26. Juni 2018 schied GE nach 111 Jahren Zugehörigkeit aus dem Dow Jones Index aus.
1913 präsentierte GE die nach ihrem Erfinder William David Coolidge benannte Coolidge-Röntgen-Röhre und legte damit den Grundstein für den GE Healthcare Sektor.
Die Geschichte des Geschäftsbereichs Aviation begann 1917, als die US-Regierung das erste Flugzeugtriebwerk entwickeln ließ.
Der Konzern war auch im Mediengeschäft tätig und gehörte 1919 zu den Gründern der Firma Radio Corporation of America (RCA), die Radios herstellte und 1926 den Sender NBC aufbaute. Zwei Jahre später wurden die ersten regelmäßigen Fernsehsendungen ausgestrahlt, und zwar von der damaligen GE-Zentrale in Schenectady im Bundesstaat New York aus. Der Rückzug aus dem Mediengeschäft begann 2009, als der Konzern die Mehrheit an NBC an Comcast abgab. Im Februar 2013 hat der Industriekonzern General Electric seine restlichen Anteile an dem Fernsehsender NBCUniversal an das US-amerikanische Unternehmen Comcast verkauft.
Die Spuren des Geschäftsbereichs GE Capital führen in die 1930er Jahre zurück, als eine firmeneigene Finanzierungsgesellschaft Verbraucher beim Kauf von General Electrics Haushaltsgeräten unterstützte. In den 1960er Jahren gab GE Capital diesen Zweig auf und spezialisierte sich auf Firmenkunden in den Märkten für Verbrauchs-, Handels- und Industriegüter.
Das Unternehmen versuchte Mitte der 1980er Jahre in den Geschäftsbereich der Onlinedienste vorzustoßen und gründete GEnie mit einem US-weiten (und ab 1990 auch von Deutschland aus zugänglichen) Rechnernetz.
Anfang des Jahrhunderts war GE ein Mischkonzern, der in den Bereichen Energie, Gesundheit, Finanzierung und Transport wirtschaftete. Im August 2000 betrug die Marktkapitalisierung 594 Milliarden US-Dollar, zwischen 2001 und 2005 war GE nach Marktkapitalisierung laut der Financial-Times-Global-500-Liste das wertvollste börsennotierte Unternehmen der Welt. 2009 beschäftigte es weltweit 300.000 Mitarbeiter in über 100 Ländern, davon 80.000 in EMEA (Europa-Arabien-Afrika).
An wesentlichen Umstrukturierungen der jüngeren Unternehmensgeschichte war Jack Welch beteiligt; er leitete GE von 1981 bis 2001 und wurde von Jeffrey R. Immelt abgelöst. In den zwanzig Jahren seiner Amtszeit stieg die Aktie um 4000 Prozent. 2019 bekannt gewordene Buchhaltungsprobleme und der Vorwurf des Bilanzbetrugs, die in der Zeit von Welch begonnen haben sollen, wurden auf 38 Milliarden US-Dollar beziffert, was rund 40 Prozent der verbliebenen Marktkapitalisierung von nur noch weniger als 70 Milliarden entspricht.
General Electric Co. gab die Zusammenlegung ihrer Stammaktien („common stock“) im Verhältnis 1:8 sowie eine Änderung der ISIN dieser Aktien (alt:US3696041033, neu:US3696043013) zum 2. August 2021 bekannt.
Im November 2021 kündigte General Electric die Absicht an, das Unternehmen in drei unabhängige Einheiten aufzuteilen: „Luftfahrt“, „Energie“ und „Gesundheit“. Die Namen der drei entstehenden Unternehmen wurden im Juli 2022 als GE HealthCare, GE Vernova und GE Aerospace benannt, mit GE Aerospace als Rechtsnachfolger von General Electric.
Die Ausgliederung von GE Healthcare wurde im Januar 2023 abgeschlossen und Abspaltung von GE Vernova wurde im April 2024 abgeschlossen. Die verbliebene Unternehmensabteilung GE Aviation wurde als GE Aerospace zum Rechtsnachfolger.

## Ehemaliger Fahrzeugbau
Das Unternehmen stellte in der Anfangszeit mehrere Kraftfahrzeuge her. Sie waren für Versuchszwecke gedacht. Die Zahlen schwanken zwischen 9 und 18 Exemplaren, von denen eines noch existiert.
Zwischen 1894 und 1898 entstanden Fahrzeuge in einem Werk in Lynn in Massachusetts. Das erste Fahrzeug war ein Elektroauto, dessen Elektromotor 3 PS leistete. Darauf folgten mehrere Wagen mit Einzylinder-Ottomotoren und 1897 ein weiteres Elektroauto. Konstrukteur dieser Fahrzeuge war Elihu Thomson. Außerdem werden Elektroautos nach Patenten von Hermann Lemp genannt.
Zwischen 1902 und 1903 fertigte das Unternehmen in einem Werk in Schenectady im Staat New York erneut Fahrzeuge. Es waren Hybridelektrokraftfahrzeuge. Sie hatten einen Vierzylindermotor und zusätzlich zwei Elektromotoren, von denen jeder eines der Hinterräder antrieb. Sowohl Lemp als auch die Grant-Ferris Company waren in dieses Projekt involviert. Außerdem gab es Versuche mit Dampfwagen. In diesem Zusammenhang wird wieder Thomson erwähnt.
Die gleiche Literaturquelle gibt an anderer Stelle an, dass die Dampfwagen zwischen 1898 und 1903 Thomson genannt wurden.

## GE in Deutschland
1929/1930 übernahm General Electric zum Kurs von 200 Prozent Stammaktien im Nennwert von 30 Millionen Reichsmark der AEG, was einem Anteil von 27,5 % des Grundkapitals entsprach, und entsendete fünf Mitglieder in den AEG-Aufsichtsrat.
Im Mai 2017 hatte GE in Deutschland rund 10.000 Mitarbeiter an mehr als 50 Standorten. Am 28. Juni 2004 eröffnete GE eines von weltweit damals fünf (2015: sechs) Forschungszentren in Garching bei München. Es beschäftigte Mitte 2015 etwa 200 Forscher und Mitarbeiter aus über zwanzig Ländern. Seit der Gründung des Zentrums investierte GE rund 100 Millionen Euro in die dortige Infrastruktur und Forschungsarbeit. Forschungsschwerpunkte von GE Global Research Europe sind unter anderem erneuerbare Energien und Energiesysteme, Antriebstechnik, Fertigungsmethoden für Faserverbundwerkstoffe, Mess- und Regelungstechnik, Turbomaschinen und bildgebende Verfahren für die medizinische Diagnostik. Die anderen Forschungszentren befinden sich in Niskayuna (New York), San Ramon (Kalifornien), Bangalore (Indien), Shanghai (China) und Rio de Janeiro (Brasilien) mit rund 2600 Mitarbeitern.

## Geschäftsfelder
GE umfasste folgende Sparten:
- GE Power
- GE Renewable Energy
  - z. B. GE Wind Energy
- GE Oil & Gas
- GE Aviation
- GE Transportation Systems
- GE Energy Connections & Lighting
- GE Capital
  - Factoring und Strukturierte Finanzierung
  - KFZ-Leasing und Flottenverwaltung
  - Objekt-, Absatz- und Einkaufsfinanzierung
  - GE Capital Direkt – Geldanlagen für Privatkunden
  - GE Capital Aviation Services
  - GE Capital Real Estate
  - GE Financial Energy Service

## Unternehmenskäufe und -verkäufe
General Electric vollzog rund 400 Fusionen und Unternehmensübernahmen pro Jahr. Im Folgenden sind einige aufgezählt.

### 1993
Die GE Aerospace (Radar- und Satellitentechnik) wurde für über 3 Mrd. US-Dollar an die Martin Marietta Corporation verkauft (1995 fusioniert mit Lockheed zu Lockheed Martin).

### 2004
- Unterhaltungssparte von Vivendi Universal. Schaffung eines der größten Medienkonzerne der Welt, NBCUniversal
- Akquisition der Allbank AG in Deutschland, Verschmelzung zu GE Money Bank
- Kreditkartenabteilung von US-Finanzdienstleister Dillard für 1,25 Milliarden US-Dollar
- Hypothekenversicherungsunternehmen Genworth Financial (Sitz in Richmond, Virginia)
- 15. November: Kauf der Sicherheitssystemsparte von SPX Edwards für 1,4 Milliarden US-Dollar
- 24. November: Kauf der Wasseraufbereitungsunternehmen Ionics für 1,1 Milliarden US-Dollar

### 2005
- 19. April: Finanzabteilung von Bombardier für 1,4 Milliarden US-Dollar
- 11. Mai: 49,99 % an zentralamerikanischer Bank BAC International Bank, Panama; 500 Millionen US-Dollar

### 2006
- Juni: Kauf des amerikanischen Elektronikunternehmens SBS Technologies (etwa 120 Arbeitsplätze in Deutschland)
- 10. Oktober: Kauf der deutschen Leasinggesellschaften DISKO und der ASL
- Dezember: Kauf des englischen Elektronikunternehmens Radstone

### 2007
- August: Verkauf der Kunststoffsparte GE Plastics an SABIC; der Erlös von 11,6 Milliarden US-Dollar sollte für Aktienrückkäufe benutzt werden.[18]

### 2008
- März: Verkauf von GE Money Deutschland, Österreich und Finnland an die Banco Santander[19]
- Februar: Kauf von Whatman plc.[20]

### 2009
Im Dezember kündigte General Electric den Verkauf von 51 % von NBC Universal an den Kabelnetzbetreiber Comcast an. Der Gesamtwert der Transaktion lag etwa bei 30 Milliarden US-Dollar. GE erhielt 6,5 Milliarden US-Dollar in bar und behielt 49 % an NBC Universal.

### 2011
Im September schloss General Electric die Übernahme von Converteam ab.

### 2013
Im Februar verkaufte General Electric seine restlichen Anteile an dem Medienunternehmen NBCUniversal an das US-amerikanische Unternehmen Comcast.

### 2014
Im April 2014 wurde bekannt, dass GE das Energiegeschäft (mit den Sparten Power und Grid) des französischen Alstom-Konzerns für rund 12 Milliarden Euro übernehmen will. Daraufhin versuchte die französische Politik eine europäische Lösung für den Teilverkauf der Alstom-Sparten durchzusetzen. Ein gemeinsames Angebot von Siemens und Mitsubishi Heavy Industries im Juni 2014 blieb erfolglos.

Am 2. November 2015 gab GE die Übernahme zu einem Kaufpreis von 9,7 Milliarden Euro bekannt. Mit Abschluss des Geschäfts wurde im Geschäftsfeld Energy Management die neue Sparte Grid Solutions geschaffen. Alstom konzentriert sich künftig auf den Transportbereich und übernimmt für 700 Millionen Euro die Bahnsignalsparte von General Electric.

### 2016
- Am 13. Januar kündigte General Electric die Schließung eines der historischen Turbinenwerke in Deutschland mit damals über 1000 Mitarbeitern in Mannheim und anderen deutscher Standorten (z. B. Bexbach, Stuttgart, Mainz-Kastel) an.[27]
- Verkauf der Hausgerätesparte (GE Appliances) an Qingdao Haier, eine Tochtergesellschaft der Haier Electronics Group, für 5,4 Milliarden US-Dollar.
- Verlegung der Firmenzentrale von Fairfield (Connecticut) nach Boston (Massachusetts). Die ersten Mitarbeiter zogen im Sommer 2016 um, weitere sollten bis 2018 folgen.
- Übernahme der Mehrheitsanteile von Concept Laser (Deutschland) und Arcam AB (Schweden) im Bereich additive Fertigungstechnologien.[28][29]
- Im Oktober übernahm GE Wind Energy LM Wind Power für 1,5 Milliarden Euro. Das Unternehmen soll aber operativ eigenständig bleiben und auch weiterhin Rotorblätter für andere Windkraftanlagenhersteller liefern.[30]

### 2017
- Verkauf der Wassersparte an Suez[31] zum 30. September[32]
- Massenentlassungen von 1600 Arbeitnehmern in Deutschland (16 Prozent der deutschen Mitarbeiter) angekündigt[33]
- Börsenkursverlust von rund 40 Prozent[34]
- Verkauf der Elektrifizierungssparte „Industrial Solutions“ an ABB für 2,6 Milliarden Dollar[35]

### 2018
Verkauf der Gasmotorensparte mit den Unternehmen Jenbacher und Waukesha an Advent International

### 2021
Im November 2021 kündigte General Electric die Aufteilung des Konzerns in 3 Sparten an: „Luftfahrt, Gesundheit und Energie“. Damit folgt der Konzern dem Beispiel des langjährigen Mitbewerberkonzerns, der Siemens AG.

### 2023
Am 4. Januar 2023 wurde GE Healthcare abgespalten und notiert seit diesem Tag als GE Healthcare an der New Yorker Börse. General Electric wollte weiter 20 % der Anteile halten. Stand April 2025 führt keiner der Anteilseigner GE oder General Electric im Namen.

## Die Marke GE
Die Marke GE war mit einem geschätzten Wert von 46,9 Milliarden US-Dollar die sechstwertvollste Marke der Welt (Stand 2013), fiel nach 2016 allerdings aus den Top-10. 2004 wurde das Logo geringfügig verändert, der Slogan „we bring good things to life“ wurde durch „imagination at work“ ersetzt, und eine eigene Schriftart, GE Inspira, wurde entwickelt. Diese Schrift wird meistens als Kleinschrift verwendet.

## Geschäftsführer
- 1892–1913: Charles A. Coffin
- 1913–1940: Edwin W. Rice
- 1922–1940: Gerard Swope
- 1940–1942: Charles Edward Wilson
- 1942–1944: Gerard Swope
- 1945–1950: Charles Edward Wilson
- 1950–1958: Phillip D. Reed
- 1958–1963: Ralph Jarron Cordiner[42]
- 1963–1967: Gerald L. Phillippe[43]
- 1967–1972: Fred J. Borch
- 1972–1981: Reginald H. Jones
- 1981–2001: Jack Welch
- 2001–2017: Jeffrey R. Immelt
- 2017–2018: John L. Flannery
- 2018–2024: H. Lawrence Culp, Jr.[44]

## Weitere Persönlichkeiten
- Sigmund Meyer (1873–1935), der spätere Elektroauto-Pionier war drei Jahre bei General Electric beschäftigt.
- Gerhard Neumann (1917–1997), war über dreißig Jahre bei GE

## Konkurrenten
Auf praktisch allen Gebieten (bspw. Kraftwerkstechnik und Windenergie, Medizintechnik oder Leuchtmittel) traf GE international auf starke Konkurrenz vor allem durch die europäischen Konzerne ABB, Siemens Energy, und Philips, das US-Unternehmen Emerson sowie japanische Großunternehmen wie Hitachi oder Mitsubishi.
Im Bereich der Strahltriebwerke sind Pratt & Whitney und Rolls-Royce die wichtigsten Konkurrenten, wobei mit P & W auf einigen Gebieten kooperiert wird. Mit der französischen Snecma (seit 2005 Teil von Safran) wurde 1974 das Joint Venture CFM International gegründet.